# ネスカフェ

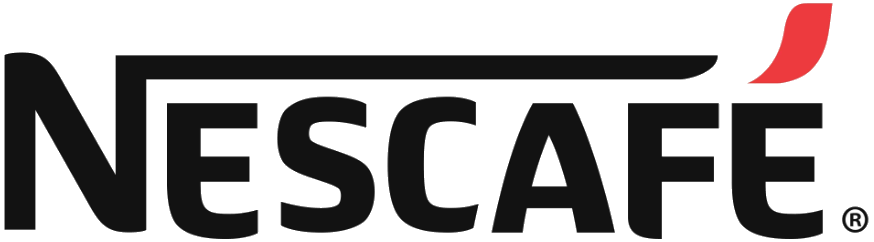
2014年9月1日より使用されているネスカフェの現行ロゴ

ネスカフェ (Nescafé) は、ネスレが世界的に製造して販売するコーヒー製品の商標である。NestléとCaféを合わせた造語で、1938年以降販売されているインスタントコーヒーが広く知られる。
ブラジル政府のコーヒー豆生産過剰対策として製品化を要請されたネスレが1930年から開発に着手し、1937年に加熱によるスプレードライ製法でのインスタントコーヒー製品化に成功した。1938年4月1日スイスで最初に提供開始され、すぐにフランス、イギリス、アメリカ合衆国へ輸出された。日本ではネスレの日本法人であるネスレ日本が製造販売する。
中東では、伝統的な製法によるコーヒーとヨーロッパ由来の製法によるコーヒーとを峻別し、インスタントコーヒーをNescaféと呼称するところも多い。
2014年9月1日より順次ブランドロゴが一新された。Fの後のEの部分のアクセントが赤に変更される。

## 日本
1953年にコーヒーの輸入が再開されてネスカフェも輸入開始される。1960年に作家北杜夫が『どくとるマンボウ航海記』冒頭の文中に登場させる。当時、不二家などの国産食品メーカーが競合する類似商品を相次ぎ発売するも、ネスカフェは「モトのかかったブレンドです」と品質面をアピールする。
1966年に姫路工場で日本国内生産を開始して「世界中どこでも、ネスカフェ」と世界共通ブランドであることをアピールする。のちに、オリジナル「ネスカフェ」を「ネスカフェ・エクセラ」へ改称し、ネスカフェのロゴ書体を変更する。パッケージデザインは一貫して円柱型で、黒基調のラベルに白の "NESCAFÉ" ロゴが特徴である。
1980年代末期には、大塚ベバレジと提携して缶コーヒーシリーズ発売など製品バリエーションを拡大する。
カフェレストラン「Café NESCAFÉ」の首都圏や近畿地方での展開や東名高速道路海老名サービスエリア（下り）店舗など、業績拡大が図られている。
2019年に「ネスカフェ 睡眠カフェ」常設店舗を品川の大井町で開設した。

### 現行商品
（2023年8月現在）
- レギュラーソリュブルコーヒー（インスタントコーヒー。ネスレ日本は「当社の製品はインスタントではなくレギュラーソリュブルである」と主張し日本インスタントコーヒー協会から脱退している。）
  - ネスカフェ エクセラ（バリスタ専用版含む）
  - ネスカフェ ゴールドブレンド（オリジナル・コク深め・香り華やぐ・カフェインレス〈旧・ゴールドブレンド 赤ラベル〉・アイスコーヒー〈夏季限定〉）
  - ネスカフェ 香味焙煎（豊香・柔香）
  - ネスカフェ プレジデント（2015年8月にいったん販売終了したが2016年9月1日より販売再開）
  - ネスカフェ ロースタリー ダークロースト
- ネスカフェ クラシックブレンド（インスタントコーヒー）
  - 上記“レギュラーソリュブルコーヒー”とは異なり、一般的なインスタントコーヒーである。「エクセラ」発売以後、個別企業が「ネスカフェ クラシック」を製造地のインドネシアなどから輸入して販売するケースが相次いでいたことを受け、ネスレ日本が正規グループ企業として輸入・販売に踏み切り、並行輸入をほぼ一掃した。しかし近年アジア地域でコーヒーの需要が増大し、日本への輸出分確保が困難になったことから、以降味を再現させ日本国内の工場で生産・販売している[1]。
- ミックスタイプ・カップタイプ
  - ネスカフェ エクセラ
  - ネスカフェ ゴールドブレンド
- ポーションタイプ
  - ネスカフェ エクセラ
  - ネスカフェ ゴールドブレンド
- ボトルタイプ
  - ネスカフェ エクセラ
  - ネスカフェ ゴールドブレンド
- ネスカフェ ゴールドブレンド バリスタ（コーヒーマシン〈電気コーヒー沸器〉）
  - ゴールドブレンド バリスタ i（現在はレンタル専用）
  - ゴールドブレンド バリスタ 50（2代目）
  - ゴールドブレンド バリスタ シンプル
  - ゴールドブレンド バリスタ Duo
  - ゴールドブレンド バリスタ Duo+（レンタル専用）
  - ゴールドブレンド バリスタ W
- ドルチェグスト（コーヒーマシン）
  - Circolo サーコロ
  - Piccolo ピッコロ
  - Piccolo Premium ピッコロプレミアム
  - MD9741
  - カフェバラエティ（カプセル）
- ネスカフェ ゴールドブレンド アイスクレマサーバー
- ネスカフェ ゴールドブレンド ハンディ アイスクレマサーバー（輸入元はタカラトミーアーツ）

## ゴールドブレンド
ネスカフェの上級ブランドで、1967年に日本での販売を開始した。欧州諸国では1965年に発売済みであり、当時は最高の抽出技術とされるフリーズドライ製法で作られた商品である。「エクセラ」の黒色キャップとラベルに対し金色のキャップとラベルを採用し、CMでは「違いがわかる男の、ゴールドブレンド」のキャッチコピーとともに各界著名人を起用して、“通が選ぶブランド”のイメージを醸成させている。
キャッチコピーは1990年代以降、「上質を知る人の（以下同文）」と「違いを楽しむ人の、ネスカフェ・ゴールドブレンド」（太字部分追加）が用いられ、2010年以降は24年ぶりに「違いがわかる男」ならびに「違いがわかる人」が復活している。
使用曲は、小田和正出演時に小田が制作した楽曲を使用した例外を除き、八木正生作曲で伊集加代子による「ダバダー」のスキャットが入った「目覚め―ネスカフェ・ゴールドブレンドのテーマ」である。
エクセラ同様、製法とともに、パッケージデザインも丸みを帯びた直方体からほぼ完全な直方体へ変化している。カフェインを97%カットした商品名「カフェインレス」の「赤ラベル」もラインアップしている。
1989年9月には「フリーズアロマキープ製法」を採用し、のちに2000年9月には「連続アロマティックドリップ製法」、2003年9月には「新連続アロマティックドリップ製法」を採用して上質な香りを大切に封じ込めた。
2012年9月には「連続抽出式アロマキープ製法」を採用するリニューアル（例：「ゴールドブレンド」のロゴを1993年秋頃のロゴイメージに変更）と同時に缶コーヒーを発売した。発売当初はオリジナルのブレンドコーヒー（低糖タイプ）のみのラインアップだったが、2013年6月より無糖タイプのブラックが、さらに2013年9月には微糖タイプのブレンドコーヒーをそれぞれ追加した。2014年4月には「ネスカフェ ゴールドブレンド 缶コーヒー オリジナル」（ブレンドコーヒー・低糖タイプ）が先行リニューアルし、既に販売終了した「ネスカフェ 香味焙煎 缶コーヒー」シリーズ同様、微粉砕コーヒー豆入り製法に変更したが2015年3月に同社は缶コーヒー事業の完全撤退を表明した。ネスカフェ缶コーヒーの各ラインアップが順次製造・出荷・販売終了となる中で最後までラインアップに残った「ネスカフェ ゴールドブレンド 缶コーヒー 微糖タイプ」が同年7月をもって製造・出荷終了となり、最終的に同年10月をもって販売終了となった。
2013年9月1日のリニューアルより発売以来46年ぶりに製法を大幅に変更し、すでに採用済みの香味焙煎、およびプレジデント同様の挽き豆包みフリーズドライ製法を採用し、これまでのインスタントコーヒーからレギュラーソリュブルコーヒーに変更した。これと同時にエクセラも無印名義から通算して53年ぶりに製法を大幅に変更し、挽き豆包みスプレードライ製法を採用したレギュラーソリュブルコーヒーに変更した。これによりインスタントコーヒーとしてのネスカフェのラインアップがすべてレギュラーソリュブルコーヒーに統一した。
2015年9月1日より横展開商品として、新たにオリジナルのゴールドブレンドよりさらに濃厚な味わいを実現した「ゴールドブレンド コク深め」を追加発売した。

## アンバサダー
ネスレ日本は2012年11月から「ネスカフェ アンバサダー」として、おもにオフィス向けを対象にネスレのコーヒーマシンを無料貸し出しする。
元来は同社の販売戦略として「（日本の）人口が減少傾向にある以上、家庭内需要は今後減少することは避けられない」ために「家庭以外の需要を取り込もう」という意図で始められたサービスである。当初は同社の「ネスカフェ ゴールドブレンド バリスタ」のみを貸し出すサービスだったが、2013年9月から「ドルチェグスト」が、12月から「スペシャル.T」（カプセル式ティーサーバー）が貸出対象となる。2013年12月現在はドルチェグストとスペシャル.Tの同時貸出は不可である。2013年9月現在で応募者は10万人を越えるる。

## ネスカフェスタンド
2016年から大手私鉄企業と提携して駅構内にコーヒースタンド「ネスカフェスタンド」を出店したが、2023年6月10日から順次閉店した。
店舗数（2021年12月現在）
- 阪急電鉄（提携：エキ・リテール・サービス阪急阪神）：20店舗
- 小田急電鉄（提携：小田急商事）：5店舗
- 阪神電気鉄道（提携：エキ・リテール・サービス阪急阪神）：4店舗
- 京阪電気鉄道（提携：京阪ザ・ストア）：2店舗
- 東急電鉄：2店舗
- 東武鉄道（提携：東武商事）：1店舗[11]

## CM

### 受賞歴

#### 2001年
- ACC賞 ラジオ・ブロンズ賞 「ネスカフェゴールドブレンド こんなところでダバダ」

#### 2003年
- ACC賞 テレビ・ブロンズ賞 「ネスカフェ」

#### 2004年
- ACC賞グランプリ 「ネスカフェ 朝のリレー「空」」
- ACC賞テレビ・シルバー賞 「ネスカフェエクセラ 風鈴/飛び込み/神輿」
- 第53回 日経広告賞 コーポレートブランド広告賞 優秀賞

### ゴールドブレンドCMに起用された主要著名人
「違いをつくる人シリーズ」で知られるネスカフェゴールドブレンドのCM出演者は、今のところ日本人のみ起用している。外国人タレントは、基本的にエクセラのCMに出演する。例外として、2009年のゴールドブレンド チャージでは、唐沢寿明と上述のアインシュタインのそっくりさんが共演した。
- 1970 松山善三（映画監督）
- 1971 黛敏郎（音楽家）
- 1972 中村吉右衛門（歌舞伎役者）
- 1972 遠藤周作（小説家）2008年、唐沢寿明と当時のCM映像を使用した合成映像による"共演"CMが放映された。
- 1973 池坊専永（華道家）
- 1974 北杜夫（小説家）
- 1975 岩城宏之（音楽家）
- 1976 清家清（建築家）
- 1977 野村万作（狂言師）
- 1978 二谷英明（俳優）
- 1979 江藤俊哉（音楽家）
- 1979 會田雄亮（陶芸家）
- 1981 後藤純男（日本画家）
- 1981 石丸寛（音楽家）
- 1981 阿川弘之（作家）
- 1982 やまもと寛斎（ファッションデザイナー）
- 1983 観世栄夫（能楽師）
- 1984 由良拓也（レーシングカーデザイナー）[注 5]
- 1985 沢井忠夫（箏曲奏者）
- 1986 高倉健（俳優）
- 1987 靃見芳浩（経済学者）
- 1988 小田和正（シンガーソングライター）
- 1991 宮本輝（小説家）
- 1992 坂東八十助（歌舞伎役者）
- 1993 宮本亜門（演出家）
- 1994 錦織健（オペラ歌手）
- 1995 川瀬敏郎（花人）
- 1996 石丸幹二（劇団四季 俳優）
- 1997 熊川哲也（バレエダンサー）
- 1998 和泉元彌（狂言師）
- 1999 山本容子（銅版画家）
- 2000 松本幸四郎（歌舞伎役者）、市川染五郎（歌舞伎役者）、松たか子（女優）この3人は一家でもある。
- 2000 野口健（登山家）
- 2001 外尾悦郎（彫刻家）
- 2002 緒形拳（俳優）
- 2003 唐沢寿明（俳優）、三谷幸喜（劇作家、脚本家、俳優、映画監督）唐沢は2009年のゴールドブレンド チャージにも出演。
- 2005 大平貴之（プラネタリウムクリエーター）
- 2006 小林崇（ツリーハウスクリエーター）
- 2009 蜷川実花（フォトグラファー）
- 2010 大沢たかお（俳優）
- 2012 吉田美和・中村正人（DREAMS COME TRUE）
- 2021 TOKIO（城島茂・国分太一・松岡昌宏）[12][13]

### 他商品CMに起用された主要著名人
- ネスカフェ エクセラ メグ・ライアン（2005年9月16日 ‐ 2007年[14]）、荒川良々（2003年11月30日 ‐ [15]）
- ネスカフェ エクセラ（エクセラで、ラテ!） 中川翔子、D☆DATE、イモトアヤコ、石塚英彦、城田優、中山秀征、レッド吉田、恵俊彰
- ネスカフェ エクセラ（エクセラで、ナツラテ!） D☆DATE、クレイジーラッツ（ロッチ、ハライチ、我が家）
- ネスカフェ サンタマルタ（缶コーヒー）明石家さんま、マライア・キャリー
- ネスカフェ サンタマルタX（缶コーヒー）藤岡弘、、竹野内豊
- ネスカフェ 匠（缶コーヒー） 伊東美咲、桂歌丸、羽生善治（2007年）[16]
- ネスカフェ チャージ（詰め替え用商品） アルベルト・アインシュタイン（アメリカ・ロス在住のそっくりさんBenny Wasserman（ベニー・ヴァッサーマン）による再現CM）
- ネスカフェ イタリアンエスプレッソ ペネロペ・クルス（New 「カフェに恋して ～Fell In Love With A Cafe～」篇）（2009年）[17]
- ネスカフェ ボトルコーヒー（夏季限定CM）唐沢寿明
- ネスカフェ ゴールドブレンド 赤ラベル 中村紘子
- ネスカフェ ドルチェグスト 瀬戸朝香
- ネスカフェ バリスタ（現・ネスカフェ ゴールドブレンド バリスタ） 中山秀征、松本明子
- ネスカフェ エクセラ（エクセラでラテ） 真飛聖
- ネスカフェ 珈琲の恵み 生豆茶 イモトアヤコ、仲間リサ、中村明花
- ネスカフェ アンバサダー（オフィスに笑顔を咲かせよう!篇） 大和田美帆 ※実質的にネスカフェ ゴールドブレンド バリスタとの統合CMとして扱われている。
- ネスカフェ アンバサダー（オフィス潜入篇） 中川翔子 ※実質的にネスカフェ ゴールドブレンド バリスタとの統合CMとして扱われている。
- ネスカフェ ゴールドブレンド コク深め 坂井宏行 ※実質的にネスカフェ ゴールドブレンド バリスタ TAMAとの統合CMとして扱われている。
- ネスカフェ ゴールドブレンド バリスタ i 加藤あい
- ネスカフェ ゴールドブレンド バリスタ 50 / バリスタ W ミルクボーイ[注 6] ※いずれもインターネットCMのみ出演。
- ネスカフェ エクセラ 西秋愛菜（2021年）[18][19]
- ネスカフェ エクセラ 松浦亜弥（2022年4月18日 - ）[20][注 7]。

### 主要CMソング
ネスカフェのCMソングで使われた洋楽の中には、オリジナルの歌詞の一部を「ネスカフェ」に変更し、CMソングとして放送されていたものもある。
- 「目覚め -DABADA-」[注 8] 伊集加代子、小野リサ、白鳥英美子、EPO、石川さゆり、DREAMS COME TRUE
- 「幻想即興曲」 （ゴールドブレンド赤ラベルCMで中村紘子が演奏）
- 「やさしく歌って」 マデリン・ベル（英語版）
- 「マホガニーのテーマ」 ダイアナ・ロス
- 「追憶」 バーブラ・ストライサンド
- 「オネスティ」 ビリー・ジョエル （1979年、チョコホット）
- 「good times & bad times」 小田和正 （1988年、ゴールドブレンド）
- 「Little Tokyo」 小田和正（1989年、新ゴールドブレンド）
- 歌劇トゥーランドットより「誰も寝てはならぬ」 （1994年、ゴールドブレンドCMで錦織健が歌唱）
- 「Sa Yo Na Ra」 globe （1998年、ウェイクアップモーメント・ブレイクタイムモーメント）
- 「ラプソディ・イン・ブルー」 ジョージ・ガーシュウィン（1999年、香味焙煎）
- 「痛いくらい君があふれているよ」ZARD（1999年、ネスカフェ モーメント）
- 「つづくシアワセ」 沢田研二 （2002年、「つづく幸せプレゼント」イメージソング）
- 「The Rose」 平井堅 （2003年、ネスカフェ プレジデント、オリジナルはベット・ミドラー）
- 「桜色」 中川翔子 （2011年、ネスカフェ エクセラ「エクセラで、ラテ!・milky編」）
- 「CHANGE my LIFE」 D☆DATE （2011年、ネスカフェ エクセラ「エクセラで、ラテ!・camel編」）
- 「Heart of glass」 U （2011年、ネスカフェ エクセラ「エクセラで、ラテ!・sharp編」）
- 「DAY BY DAY」 D☆DATE （2011年、ネスカフェ エクセラ「エクセラで、ナツラテ!」）
- 「輪へ」 クレイジーラッツ （2011年、ネスカフェ エクセラ「エクセラで、ナツラテ!」）
- 「La La,Smile」　平松愛理

### ネスカフェが登場する作品
- どくとるマンボウ航海記（著・北杜夫 随筆）
- イプクレス・ファイル（著・レン・デイトン 小説）主人公のサラリーマンスパイは英国人ながら紅茶派でなくコーヒー党だが、下町にある彼のオフィスは予算が乏しくコーヒーを淹れる道具もなく、インスタントのネスカフェを飲まされていると設定されている。
- エロイカより愛をこめて（著・ 青池保子）主人公の一人である堅物のドイツ人少佐が愛飲する。他ブランドのインスタントコーヒーを注がれると不平をこぼす。

## 提供番組
※ネスカフェ名義で提供しているもののみ

### 現在
なし

### 過去
- NESCAFE GOLDBLEND INNER SKETCHES (J-WAVE、FM802)
- 松任谷由実 Nescafe For Your Departure（TOKYO FM）
- 渡辺美里 Nescafe Kiss a Time（TOKYO FM）
- ネスカフェ ミュージック・ウエイブ（FM放送）FM福岡で1975年の例あり。